# Valli O’Reilly
Valli O’Reilly ist eine Maskenbildnerin.

## Leben
O’Reilly begann ihre Karriere im Filmstab 1982 bei Bob Clarks Teenagerkomödie Porky’s. 1985 wirkte sie an Martin Scorseses Komödie Die Zeit nach Mitternacht mit, 1992 folgte der internationale Blockbuster Bodyguard. 2005 wurde sie für Brad Silberlings Literaturverfilmung Lemony Snicket – Rätselhafte Ereignisse zusammen mit Bill Corso mit dem Oscar in der Kategorie Bestes Make-up und beste Frisuren ausgezeichnet. 2011 gewann sie den BAFTA Film Award in der Kategorie Beste Maske für Tim Burtons Alice im Wunderland. Neben ihren Engagements beim Film war O’Reilly auch für das Fernsehen tätig, darunter die Fernsehserien Scrubs – Die Anfänger, Luck und Agent X.

## Filmografie (Auswahl)
- 1981: Porky’s
- 1985: Die Zeit nach Mitternacht (After Hours)
- 1987: Cherry 2000
- 1990: Fremde Schatten (Pacific Heights)
- 1992: Bodyguard (The Bodyguard)
- 1995: Ein amerikanischer Quilt (How to Make an American Quilt)
- 1996: Mars Attacks!
- 1998: Wachgeküßt (Living Out Loud)
- 2001: Stadt, Land, Kuss (Town & Country)
- 2003: Bruce Allmächtig (Bruce Almighty)
- 2004: Lemony Snicket – Rätselhafte Ereignisse (Lemony Snicket’s A Series Of Unfortunate Events)
- 2007: Das Beste kommt zum Schluss (The Bucket List)
- 2007: Mr. Magoriums Wunderladen (Mr. Magorium's Wonder Emporium)
- 2010: Alice im Wunderland (Alice in Wonderland)
- 2010: Meine Frau, unsere Kinder und ich (Little Fockers)
- 2012: Immer Ärger mit 40 (This Is 40)
- 2014: Kiss the Cook – So schmeckt das Leben! (Chef)
- 2019: Maleficent: Mächte der Finsternis (Maleficent: Mistress of Evil)
- 2019: Avengers: Endgame
- 2018: Ant-Man and the Wasp
- 2023: Ant-Man and the Wasp: Quantumania

## Auszeichnungen (Auswahl)
- 2005: Oscar in der Kategorie Bestes Make-up und beste Frisuren für Lemony Snicket – Rätselhafte Ereignisse
- 2011: BAFTA Film Award in der Kategorie Beste Maske für Alice im Wunderland